# Octophialucium haeckeli
Octophialucium haeckeli is een hydroïdpoliep uit de familie Malagazziidae. De poliep komt uit het geslacht Octophialucium. Octophialucium haeckeli werd in 1966 voor het eerst wetenschappelijk beschreven door Vannucci & Moreira. 